# Issam Jemâa
Issam Jemâa (Gabès, 28 de janeiro de 1984) é um futebolista profissional tunisiano, atacante, milita no Stade Brestois 29.

## Carreira
Jemaa representou o elenco da Seleção Tunisiana de Futebol no Campeonato Africano das Nações de 2013.